# Birra Peroni
A  Birra Peroni S.R.L. cég Olaszország egyik legismertebb sörének, a Peroninak a gyártója. Nevét alapítójáról, Giovanni Peroniról kapta. A 2003 óta külföldi tulajdonban álló cégnek három gyára van (Róma, Padova, Bari), ahol a 2010-es adatok szerint évi 3,25 millió hektoliter sört gyártanak. 2016 óta a cég a japán Asahi tulajdonában áll.

## Története
1846-ban a cukrászcsaládból származó Giovanni Peroni sörkészítéssel kezdett el foglalkozni Vigevanóban. A tulajdonos a kis üzem mellett kocsmát is nyitott, ahol termékét árusítani kezdte.  A vigevanói piac szűkös volta miatt és amiatt, hogy a középső–déli országrészekben ezekben az időkben sokkal elterjedtebb volt a sörfogyasztás, mint északon, 1864-ben Peroni áthelyezte tevékenységét Rómába. Először a Piazza di Spagna közelében, 1872-től a Borgo santo Spirito térségében, 1890-ben pedig a Kolosszeum környékén működtette főzdéjét. Utóbbi helyen egy 19 asztalos kocsmát is nyitott. Elismertsége egyre nőtt, 1886-ban már meghívót kapott egy nemzeti kiállításra is.
1905-ben jelentős fordulat következett be a sör készítésében: a Peroni testvérek Németországból behozták az alsóerjesztéses eljárást. Hogy ezt eredményesebben alkalmazhassák, gyárukat egyesítették Róma akkori legnagyobb jéggyárával is, létrehozva így a Le Società Riunite Fabbrica di Ghiaccio e Ditta F. Peroni nevű vállalatot. Ez a 300 főnyi munkást és egy, a városi terjesztésért felelős lovakocsis csapatot foglalkoztató üzem már a Porta Pia közelében kezdte meg működését. A két világháború közti nehezebb időszakot újításokkal és hirdetésekkel próbálták átvészelni, amellett, hogy más kisebb főzdéket is felvásároltak: 1926 és 1938 között került tulajdonukba a Birra Perugia, a Birrerie Meridionali di Napoli (amelyet 1930 óta Birra Peroni Meridionalénak neveznek), a Birra d’Abruzzo di Castel di Sangro, a Birra Livorno és a Birra Partenope, amely utóbbit egy csődárverésen szerezték meg.
A második világháború és az az által okozott károk helyrehozása után Franco Peroni, aki az Amerikai Egyesült Államokban járva megtanulta a logisztikai észszerűsítés és a termelési struktúra jó megszervezésének fontosságát, hozzálátott a Peroni rendszerének átalakításához is. Ugyanő nyitotta meg 1953-ban Nápolyban az akkor legmodernebbnek számító olasz főzdét, aztán 1963-ban Bariban, 1971-ben Rómában és 1973-ban Padovában is új gyárat alapított. Az 1950-es évek végén felvásárolta az udinei Dormischot és a saviglianói Faramiát, 1960–1961-ben a padovai Pilsent és a tarantói Raffót, 1970-ben a Gruppo Lucani tulajdonában álló Itala Pilsent, végül 1983-ban a bresciai Wührert. 1963-ban hozták létre a külföldön is ismertté vált Nastro Azzurro márkát, húsz évvel később pedig már nem csak Európába, hanem Amerikába is exportáltak sört. Egy évvel később viszont bezárták a livornói és a saviglianói létesítményeket, 1985-ben a tarantóit, 1988-ban az udineit, 1989-ben a bresciait, 1993-ban pedig a San Cipriano Pó-it. 2003-ban a Peroni családból származó utolsó tulajdonos, Isabella Peroni eladta a céget a dél-afrikai SABMillernek.
2016 májusában az Európai Bizottság jóváhagyta az AB Inbev és a SABMiller sörgyártó konszernek fúzióját, melynek részeként a SABMiller - az engedélyezés érdekében tett kötelezettségvállalásként - vállalta nyugat-európai érdekeltségeinek (köztük a holland Grolschnak és az olasz Peroni sörgyáraknak) az értékesítését az Asahi részére. Ezzel az Asahi az európai (azon belül a nyugat-európai) sörpiac fontos szereplőjévé lépett elő. Az InBev és az SABMiller cég részvényesei 2016. szeptember 28-án hagyták jóvá minden idők egyik legnagyobb fúzióját.

## Múzeum
A Birra Peroni történetét a római üzemben berendezett kis múzeum is bemutatja.

## A Bionda Peroni

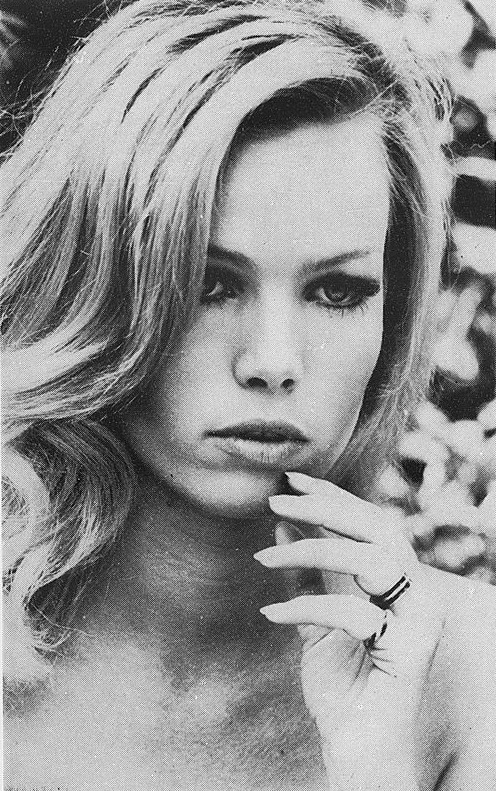
Solvi Stübing, az első Bionda Peroni

Az 1960-as években jelent meg a Peroni cég egyik legismertebb terméke, a Bionda Peroni (magyarul „Szőke Peroni”), amelynek a reklámkampányában  egy-egy híres szőke színésznő vagy modell ajánlja fogyasztásra a sört a következő jelmondattal: „Chiamami Peroni, sarò la tua birra”, azaz „Hívj Peroninak, a söröd leszek!”. Az első Szőke Peroni a német Solvi Stübing volt, de később feltűnt ebben a szerepben Jo Whine (1973), Michelle Gastar (1974), Anneline Kiel (1977), Lee Richard (1981), Milly Carlucci (1984), Filippa Lagerbäck (1993), Adriana Sklenariková (1997), Jennifer Driver (1997) és Camilla Ves is.

## Termékváltozatok
Az idők során a Peroni számos különböző sört gyártott. Ma az alábbiak érhetőek el:
| Név                       | Típus              | Alkohol | Erjesztés | Szín                        | Ajánlott hőmérséklet |
| ------------------------- | ------------------ | ------- | --------- | --------------------------- | -------------------- |
| Peroni                    | lager              | 4,7%    | alsó      | szalmasárga                 | 4–6 °C               |
| Senza Glutine             | gluténmentes lager | 4,7%    | alsó      | szalmasárga                 | 4–6 °C               |
| Gran Riserva Rossa        | müncheni amber     | 5,2%    | alsó      | vöröses árnyalatú borostyán | 6–8 °C               |
| Gran Riserva Doppio Malto | maibock            | 6,6%    | alsó      | aranysárga                  | 6–8 °C               |
| Gran Riserva Puro Malto   | lager              | 5,2%    | alsó      | aranysárga                  | 4–6 °C               |
| Chill Lemon               | radler             | 2%      |           | világos sárga               | 2–4 °C               |
| Forte                     | lager              | 8%      | alsó      | aranysárga                  | 4–6 °C               |
| Peroncino                 | lager              | 4–6%    | alsó      | aranysárga                  | 4–6 °C               |

## Képek

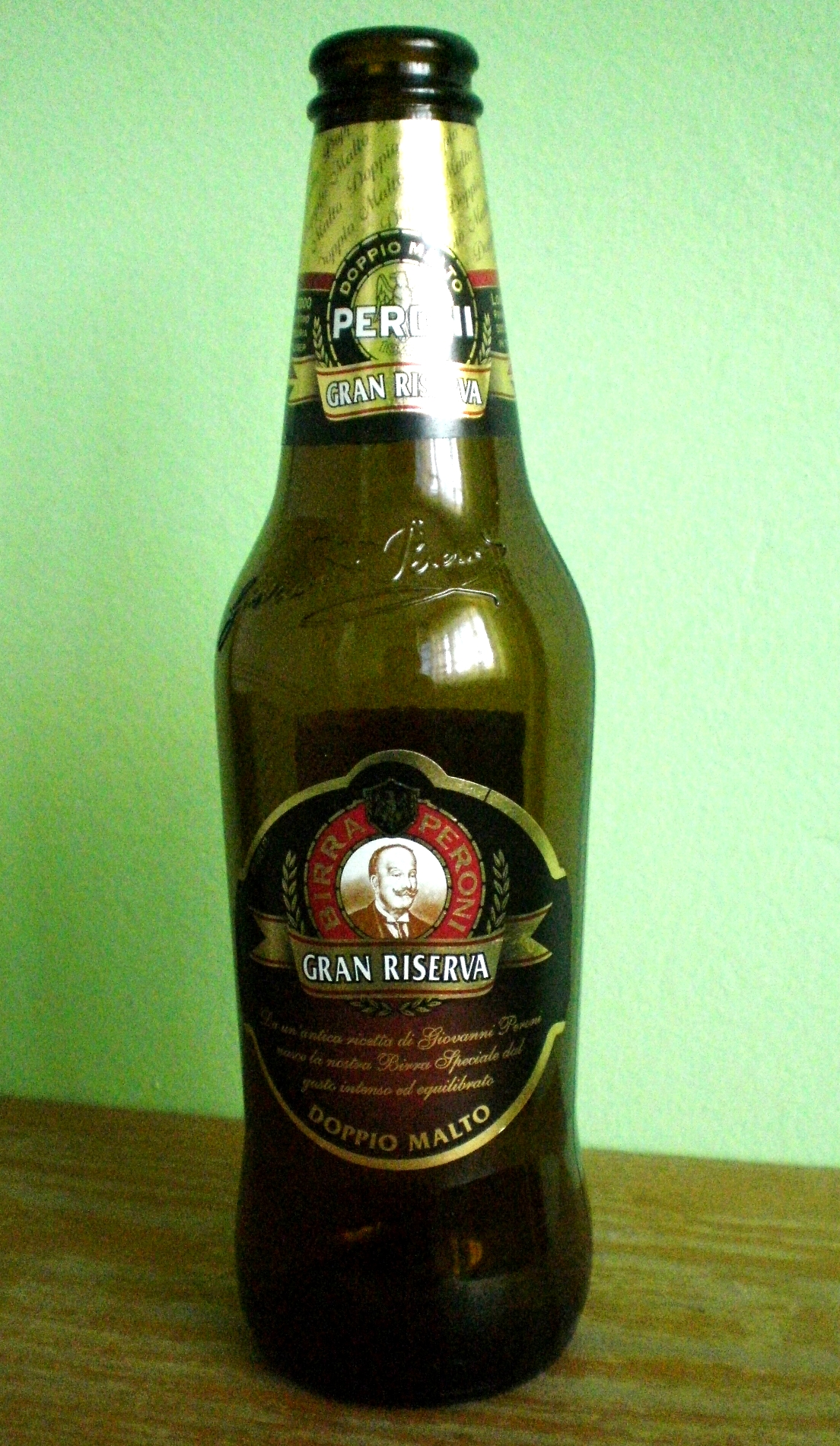
Gran Riserva Doppio Malto
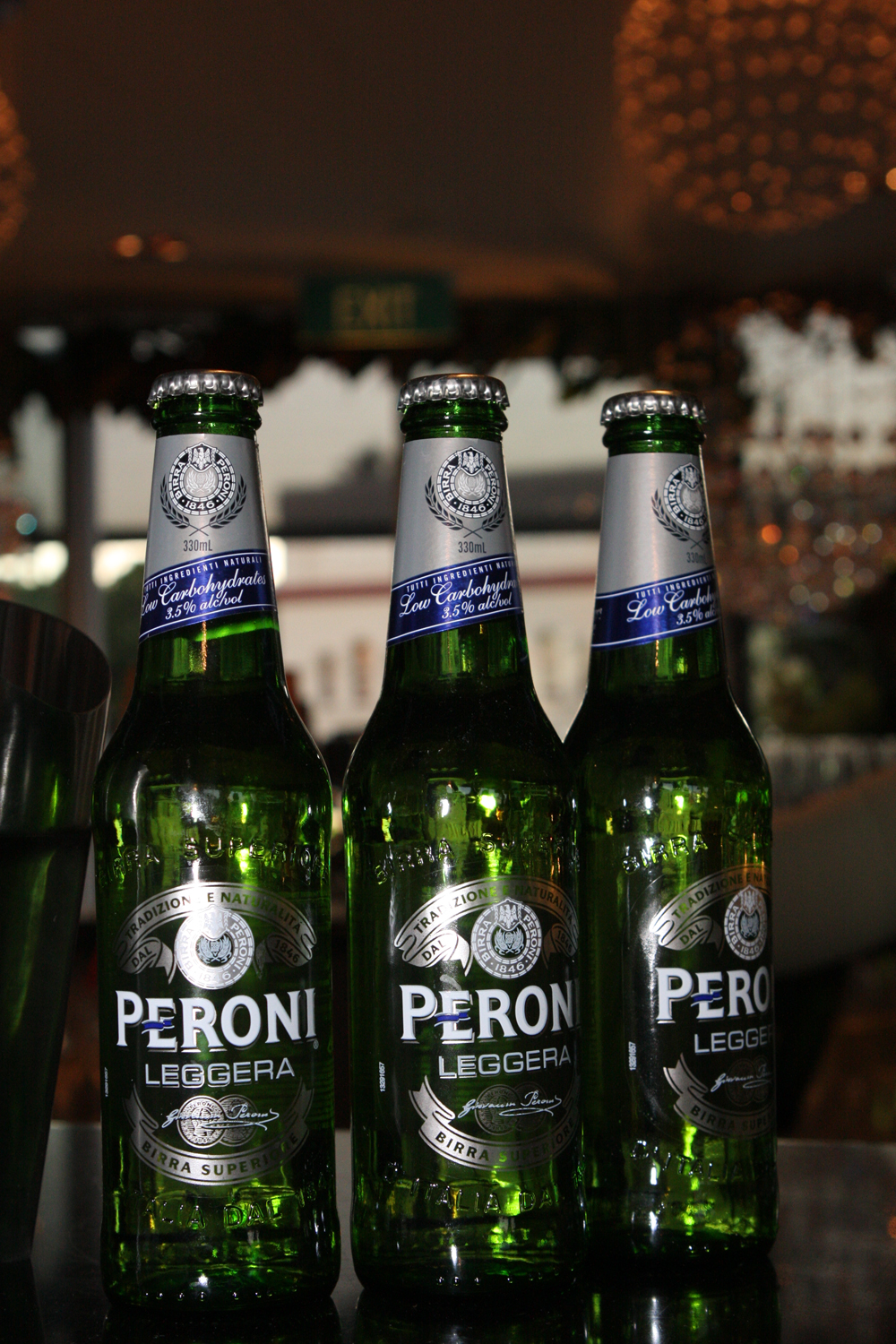
Peroni leggera
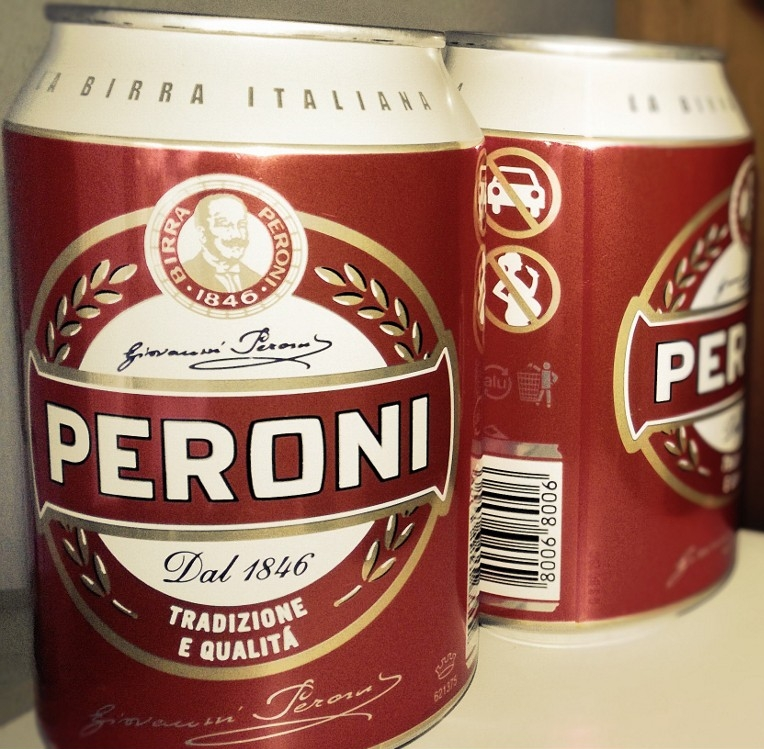
Peronis dobozok
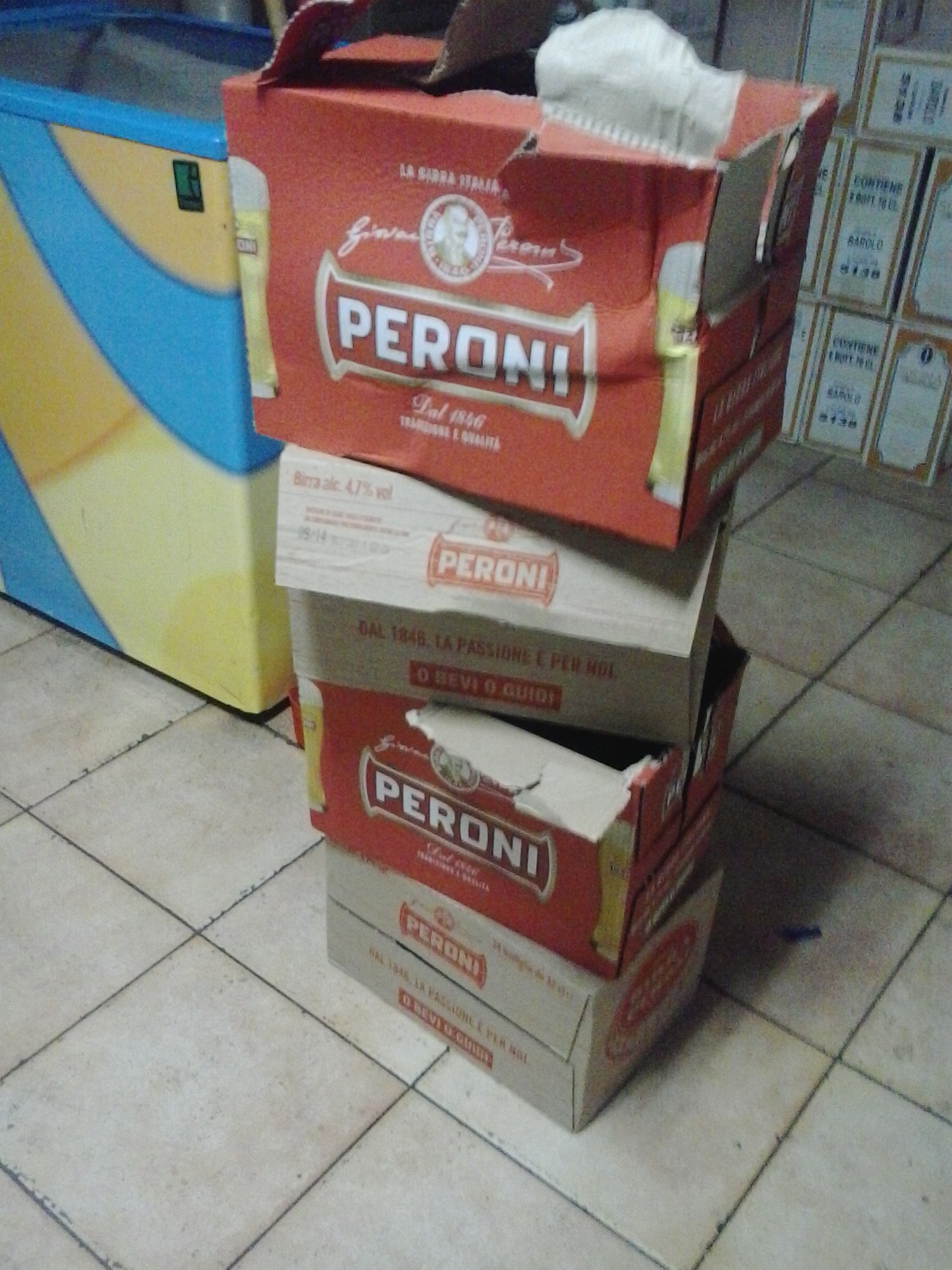
Peronis papírládák